# Werner Friese
Werner Friese (* 30. März 1946 in Dresden-Kleinzschachwitz; † 28. September 2016 in Dresden) war ein deutscher Fußballtorwart. Er wurde durch seine 184 Einsätze in der DDR-Oberliga für den 1. FC Lokomotive Leipzig und die BSG Chemie Böhlen bekannt. Nach seiner aktiven Laufbahn war er als Trainer tätig.

## Sportliche Laufbahn

### BSG-/Club-Stationen
Erste Sportgemeinschaft von Werner Friese war die TSG Blau-Weiß Zschachwitz in Großzschachwitz, einem südlichen Stadtteil Dresdens. Hier begann er mit zwölf Jahren, durchlief alle Nachwuchsmannschaften, bis er 1964 für den Männerbereich spielberechtigt wurde und zum SC Einheit Dresden wechselte, dessen 1. Mannschaft zu dieser Zeit in der zweitklassigen DDR-Liga spielte. Dort stand er zunächst für eine Saison im Tor der 2. Mannschaft, die eine Klasse tiefer in der Bezirksliga Dresden vertreten war. Zur Saison 1965/66 wurde Friese in den DDR-Liga-Kader aufgenommen, nachdem er bereits 1964/65 einmal in der Ligaelf ausgeholfen hatte, und blieb bis 1968 Stammtorwart der Dresdner, die ab 1966 als FSV Lokomotive Dresden antraten.
Im Sommer 1968 wechselte Friese zum Oberligisten 1. FC Lokomotive Leipzig, wo er perspektivisch den 31 Jahre alten Peter Nauert im Tor ablösen sollte. In der offiziellen Kaderliste wurde Friese als Ingenieur bezeichnet, und seine Größe wurde mit 1,82 Meter angegeben. Er bestritt seine ersten Oberligaspiele bereits in der Saison 1968/69 und wurde nur ein Jahr später die Nummer eins im Tor der Leipziger. Diese erste Oberligasaison verlief für Friese enttäuschend, denn seine neue Mannschaft stieg als Tabellenletzter in die DDR-Liga ab. So musste er ein weiteres Jahr in der Zweitklassigkeit verbringen, ehe der 1. FC Lok umgehend den Wiederaufstieg schaffte.
Entschädigt wurde Friese durch die Tatsache, dass die Leipziger am Ende der Saison überraschend als Zweitligist das Endspiel um den DDR-Fußballpokal erreichte. Mit Friese im Tor reichte es nicht für die ganz große Sensation, denn die Leipziger unterlagen dem FC Vorwärts Berlin mit 2:4. Nachdem auch 1973 die Finalteilnahme mit einer 2:3-Niederlage gegen den 1. FC Magdeburg geendet war, gelang Friese 1976 mit dem 1. FC Lok der Pokalsieg durch einen 3:0-Sieg über den FC Vorwärts Frankfurt (Oder). Ein Jahr später stand Friese erneut im Pokalendspiel, doch diesmal gab es mit 2:3 gegen Dynamo Dresden wieder eine Niederlage. Zusammen mit dem Dresdner Claus Boden hatte Friese mit vier Pokalendspielen den Rekord unter den Torhütern gehalten, bevor er von Bodo Rudwaleit vom BFC Dynamo mit insgesamt sechs Teilnahmen 1985 eingeholt und 1988 überholt wurde.
Bis zum Ende der Saison 1978/79 blieb Friese Torwart bei Lok Leipzig. Mit 33 Jahren machte er danach Platz für seinen Nachfolger René Müller und wechselte nach einem kurzen Zwischenspiel bei der Armeesportgemeinschaft Vorwärts Cottbus-Süd, bei der er seinen NVA-Reservistendienst ableisten musste, zum DDR-Ligisten Chemie Böhlen. Als Ersatztorhüter machte er den Aufstieg der Böhlener in die Oberliga mit, wo er 1980 noch in drei Punktspielen zum Einsatz kam. Nach dem einjährigen Gastspiel von Böhlen in der Oberliga beendete Friese 1981 seine leistungssportliche Karriere. In dieser stand der gebürtige Dresdner in 184 Erst- und 130 Zweitligaspielen im Tor.

### Auswahleinsätze
Nachdem Friese bereits fünf Partien mit der DDR-Nachwuchsauswahl bestritten hatte, wurde er 1974 in den Kader der A-Nationalmannschaft des DFV berufen, die sich für die Endrunde der Fußballweltmeisterschaft in der Bundesrepublik qualifiziert hatte. Da er hinter Jürgen Croy und Wolfgang Blochwitz jedoch nur als Nummer drei nominiert worden war, kam Friese in diesem Turnier nicht zum Einsatz und wurde auch später nie in der A-Elf aufgeboten. Lediglich für ein Spiel der B-Auswahl stand er 1976 noch einmal im Auswahltor.

## Weiterer Werdegang
Schon während seiner Zeit als Oberligaspieler hatte Friese ein Sportstudium bei der Leipziger Sporthochschule DHfK absolviert und damit die Qualifikation erworben, als Trainer zu arbeiten. Von 1986 bis 1989 trainierte er die drittklassige Mannschaft von Lokomotive Halberstadt. Im Januar 1989 kehrte er von einer Reise in die Bundesrepublik nicht in die DDR zurück. Anschließend erwarb er an der Sporthochschule Köln ein neues Trainerdiplom und ließ sich in Frankfurt/Main nieder, wo er Trainer beim FSV Frankfurt und bei Rot-Weiss Frankfurt wurde. Ab 1992 spezialisierte sich Friese als Torwarttrainer bei Eintracht Frankfurt, ab 1993 für acht Jahre bei Bayer 04 Leverkusen. 2001 kehrte er für ein Jahr zu Eintracht Frankfurt zurück. Nach einem einjährigen Engagement beim ukrainischen Erstligisten Schachtar Donezk kehrte Friese 2005 nach Dresden zurück, wo er noch für ein Jahr bei Dynamo Dresden als Torwarttrainer tätig war. Anschließend kehrte er als Ruheständler zu seiner Familie nach Frankfurt am Main zurück. Mit 70 Jahren verstarb Friese im Herbst 2016.